# (6262) Джавид
(6262) Джавид (лат. Javid) — типичный астероид главного пояса, открыт 1 сентября 1978 года советским астрономом Николаем Черных в Крымской астрофизической обсерватории и 20 июня 1997 года назван в честь азербайджанского педагога, поэта и драматурга Гусейна Джавида.

## Обнаружение и именование
(6262) Джавид
Открыт 1 сентября 1978 года в Научном Н. С. Черных.
Назван в память о Хусейне Джавиде (1882—1941) — азербайджанском поэте, драматурге и историке, авторе нескольких исторических пьес, таких как «Шейх Санан», «Теймур», «Хромой» и «Хайям». В своих произведениях он проповедовал идеи прогрессивного романтизма. В 1937 году он был заклеймён как диссидент и сослан в Сибирь.
Оригинальный текст (англ.)6262 Javid
Discovered 1978-09-01 by Chernykh, N. S. at Nauchnyj.
Named in memory of Hussein Javid (1882—1941), Azerbaijani poet, playwright and historian, author of several historical plays, such as Sheikh Sanan, Teimur, the lame and Khayyam. In his works he preached the ideas of progressive romanticism. In 1937 he was branded as a dissident and exiled to Siberia.
Источники: DISCOVERY.DB; M.P.C. 30098.

## Орбита

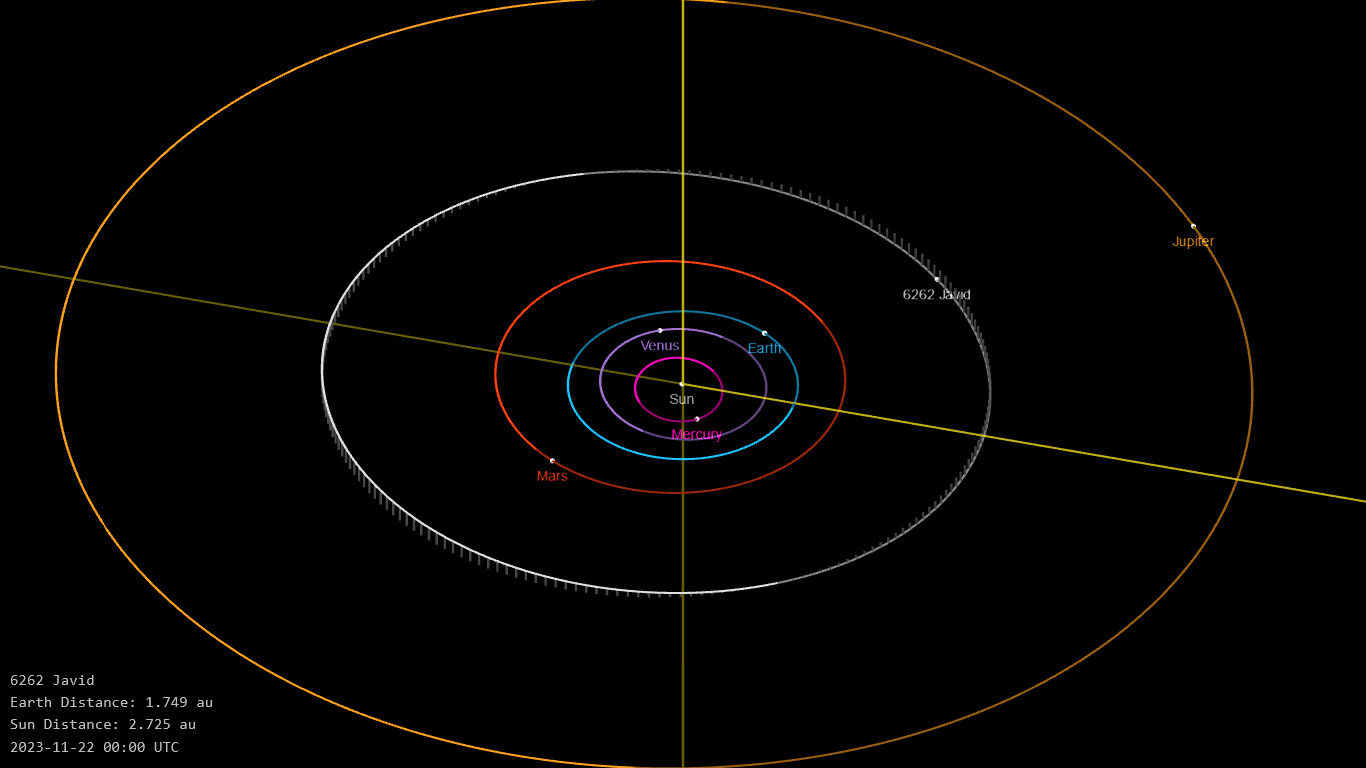
Орбита астероида Джавид и его положение в Солнечной системе

## Физические характеристики
Из наблюдений системы телескопов панорамного обзора и быстрого реагирования Pan-STARRS следует, что астероид относится к таксономическому классу LS.
По результатам наблюдений в видимом и ближнем инфракрасном диапазоне космического телескопа NEOWISE диаметр астероида оценивался равным 7,791±0,234 км. Согласно тем же источникам альбедо оценивается как 0,2910±0,0441 и 0,291±0,044.